# Shattered Dreams
«Shattered Dreams» (en español: «Sueños rotos») es una canción pop del grupo británico Johnny Hates Jazz, escrita por su vocalista Clark Datchler en 1987. El sencillo tuvo éxito internacional, siendo la canción más conocida de la banda.
"Shattered Dreams" ingresó al UK Singles Chart en marzo de 1987, en el puesto #92, pero ganó popularidad mediante una continua rotación en radios y en MTV, con lo que la canción rápidamente subió en las listas. Así llegó al puesto #5 a mediados de mayo de 1987, donde se mantuvo por tres semanas, de un total de 16 que estuvo la canción en el ranking.
La canción tendría un éxito mayor a comienzos del año siguiente con su lanzamiento en Estados Unidos, donde fue difundida con un nuevo videoclip filmado completamente en blanco y negro, llegando al segundo lugar en el Billboard Hot 100 y al primero en la lista del ARC Weekly Top 40. También estuvo a la cabeza del Hot Adult Contemporary Tracks por una semana. Un remix de la canción fue lanzado con el disco de vinilo de 12".
La revista Billboard ubicó a "Shattered Dreams" como la canción #26 del año 1988 en su edición del 31 de diciembre.
En 1990 la actriz, presentadora y periodista española Miriam Díaz-Aroca cantó una versión en español bajo el título Merlín del álbum infantil "Chicos" única vez que debutó como cantante.
Datchler lanzó una versión acústica de la canción en su sencillo solista de 1990 "Crown Of Thorns".
En 2007, la estrella de pop ruso Sergey Lazarev realizó una versión de la canción con un nuevo arreglo. Fue su debut fuera de la órbita postsoviética y su primer sencillo internacional lanzado formalmente en el Reino Unido.

## Fondo
El cantante Clark Datchler escribió "Shattered Dreams" en un pequeño estudio que había instalado en la sala de estar de la casa de sus padres. Tenía un piano vertical, un portaestudio de 4 pistas , una caja de ritmos y un sintetizador en el estudio. Escribió la canción rápidamente, pero el solo de bongos tardó en concebirse. Datchler supo que había escrito algo especial por la reacción de su padre. Por lo general, su padre le ofrecería consejos musicales si se lo pedía, pero de lo contrario dejaría a Clark en paz. Pero esta vez, su padre entró y le dijo que había escrito un gran éxito y que creía en el potencial de la canción cuando pocas personas en la industria de la música lo creían.
Sobre la letra, Datchler dijo:
"Cuando escribí "Shattered Dreams" tenía en mente que giraría en torno al divorcio, no solo una ruptura de una relación, sino algo un poco más pesado. Pero en realidad, la forma en que creo que la gente se relaciona con esto es que hay todo tipo de sueños destrozados que experimentamos a nivel individual o en asociaciones o como pueblo, como nación, como humanidad. Nos enfrentamos a algunos sueños destrozados muy serios en este momento, ya sean ambientales, económicos o incluso filosóficos. Hay formas en que "Shattered Dreams" se acerca y toca a las personas cuando están pasando por momentos difíciles. Y de alguna manera, no es necesariamente una canción muy esperanzadora. Pero creo que la energía de la canción sigue siendo bastante brillante, lo que la convierte en una combinación interesante. Son algo opuestos entre sí, pero eso es algo que tiendo a hacer lírica y musicalmente, teniendo temas serios con música más animada".

## Personal
- Clark Datchler: voces.
- Mike Nocito: bajo
- Calvin Hayes: sintetizadores y caja de ritmos.

Músicos adicionales
- Peter-John Vettese: sintetizadores.
- Frank Ricotti: bongos.